# Медина, Стефан
Джон Стефан Медина Рамирес (исп. John Stefan Medina Ramírez; род. 14 июня 1992[…], Энвигадо, Антьокия) — колумбийский футболист, защитник клуба «Монтеррей» и сборной Колумбии.

## Клубная карьера
Медина воспитанник клуба «Атлетико Насьональ». 12 декабря 2012 года в поединке против «Депортес Киндио» он дебютировал за команду в Кубке Мустанга. 29 июля 2012 года в матче против «Депортиво Кали» он забил свой первый гол за клуб. В составе «Атлетико» Стефан трижды выиграл национальное первенство и стал двукратным обладателем Кубка Колумбии.
Летом 2014 года Медина перешёл в мексиканский «Монтеррей». 20 июля в матче против «Леонес Негрос» он дебютировал в мексиканской Примере.
28 ноября 2015 года «Монтеррей» объявил об аренде Медины на сезон в «Пачуку» в обмен на Мигеля Эрреру. 9 января 2016 года в матче против «Тихуаны» он дебютировал за новую команду. 6 марта в поединке против «Дорадос де Синалоа» Стефан забил свой первый гол за «Пачуку». В 2017 году Медина помог «Пачуке» выиграть Лигу чемпионов КОНКАКАФ.

## Международная карьера
В 2009 году в составе юношеской сборной Колумбии Медина участвовал в молодёжном чемпионате мира в Нигерии.
11 сентября 2013 года в матче отборочного цикла Чемпионата мира 2014 против сборной Уругвая Стефан дебютировал за сборную Колумбии.
Летом 2016 года Медина принял участие в Кубке Америки в США. На турнире он сыграл в матчах против команд Коста-Рики и США. 
В 2019 году Медина во второй раз принял участие в Кубке Америке в Бразилии. На турнире он сыграл в матчах против сборных Аргентины, Катара и Чили. В 2021 году Медина в третий раз принял участие в Кубке Америки в Бразилии. На турнире он сыграл в матчах против команды Перу.

## Достижения
Клубные
«Атлетико Насьональ»
- Чемпионат Колумбии по футболу — Апертура 2009, Апертура 2013, Финалисасьон 2013, Апертура 2014
- Обладатель Кубка Колумбии — 2012, 2013
- Победитель Суперлиги Колумбии — 2012

«Пачука»
- Победитель Лиги чемпионов КОНКАКАФ — 2016/2017

Колумбия
- Бронзовый призёр Кубка Америки — 2016, 2021